# Roomkouter
De Roomkouter is een natuurgebied in de tot de Oost-Vlaamse gemeente Temse behorende plaats Steendorp.
Het gebied meet 17,6 ha waarvan 15 ha natuurgebied en 2,6 ha park. Het natuurgebied wordt beheerd door het Agentschap voor Natuur en Bos.
Het natuurgebied is ontstaan uit een kleiput die werd opgevuld Met grond uit het Deurgancksdok. Daarna werd de bodem ingezaaid en beplant met inheemse struikgewassen. Het gebied wordt begraasd. Men vindt er zeebies en zeeaster welke met de aangevoerde grond zijn meegekomen. Ook rode ogentroost groeit er.
In het parkgebied werd een droogloods voor bakstenen (luzzie) nagebouwd met informatie over Steendorp en de baksteennijverheid. Verder zijn er speeltoestellen.